# Список наград и номинаций Майкла Джексона
Майкл Джексон — американский автор-исполнитель, филантроп, продюсер, танцор и хореограф. Карьера музыканта стартовала в 1966 году, когда была сформирована семейная группа The Jackson 5. В 1972 году тринадцатилетний Джексон выпустил на лейбле Motown Records свой первый сольный альбом. Взлёт популярности певца состоялся в 1979 году с выпуском его пятой сольной пластиники Off the Wall, за сингл из альбома «Don't Stop 'til You Get Enough» музыкант получил свою первую статуэтку «Грэмми».
За свою карьеру Джексон стал лауреатом множества наград за музыку, видеоклипы, хореографию и благотворительую деятельность. Музыкант получил 15 наград «Грэмми», 13 из которых — за альбомы и синглы, а две другие — специальные статуэтки: «Legend Award» («Награда легенде») и «Lifetime Achivement Award» («Награда за достижения»). Певец является лауреатом трёх специальных наград от «World Music Awards»: «Millenium Award» («Артист тысячелетия»), «Diamond Award» («Бриллиантовая награда») и «Legend Award» («Награда легенде»).
Певец также является обладателем нескольких рекордов музыкальных церемоний. В 1984 году на церемонии вручения наград «Грэмми» музыкант установил рекорд, получив 8 статуэток за одну ночь. Джексон вместе с Уитни Хьюстон держит рекорд по количеству статуэток церемонии «American Music Awards», полученных за одну ночь — 8.

## AASA Humanitarian Awards
В апреле 2004 года Джексон получил в награду за благотворительную деятельность статуэтку Золотого слона от AASA — Ассоциации супруг африканских послов.
| Год  | Номинант | Категория    | Результат |
| ---- | -------- | ------------ | --------- |
| 2004 | Джексон  | Золотой слон | Победа    |

## American Cinema Awards
«American Cinema Awards» — американская кинонаграда. Джексон получал статуэтку «American Cinema Awards» дважды.
| Год  | Номинант | Категория                      | Результат | Источник |
| ---- | -------- | ------------------------------ | --------- | -------- |
| 1990 | Джексон  | Артист десятилетия             | Победа    | [ 2 ]    |
| 1997 | Джексон  | New Millennium Visionary Award | Победа    | [ 1 ]    |

## American Music Awards
Майкл Джексон является обладателем 26 наград «American Music Awards». Кроме того, лишь ему и Уитни Хьюстон удалось забрать 8 статуэток за одну церемонию.
| Год           | Номинант                                    | Категория                                    | Результат | Источник      |
| ------------- | ------------------------------------------- | -------------------------------------------- | --------- | ------------- |
| 1980          | Джексон                                     | Лучший соул исполнитель                      | Победа    | [ 1 ]         |
| 1980          | «Don’t Stop ’til You Get Enough»            | Лучший соул сингл                            | Победа    | [ 1 ]         |
| 1980          | Off the Wall                                | Лучший соул альбом                           | Победа    | [ 1 ]         |
| 1981          | Джексон                                     | Лучший соул исполнитель                      | Победа    | [ 1 ]         |
| 1981          | Off the Wall                                | Лучший соул альбом                           | Победа    | [ 1 ]         |
| 1984          |                                             |                                              |           |               |
| Джексон       | Лучший поп/рок артист                       | Победа                                       | [ 4 ]     |               |
| Джексон       | Лучший соул/ритм-н-блюз артист              | Победа                                       | [ 4 ]     |               |
| Джексон       | Награда за заслуги                          | Победа                                       | [ 5 ]     |               |
| Thriller      | Лучший поп/рок альбом                       | Победа                                       | [ 4 ]     |               |
| Thriller      | Лучший соул/ритм-н-блюз альбом              | Победа                                       | [ 4 ]     |               |
| «Billie Jean» | Лучший поп/рок сингл                        | Победа                                       | [ 4 ]     |               |
| «Billie Jean» | Лучшее соул/ритм-н-блюз видео               | Номинация                                    | [ 4 ]     |               |
| «Billie Jean» | Лучший соул/ритм-н-блюз сингл               | Номинация                                    | [ 4 ]     |               |
| «Billie Jean» | Лучшее поп/рок видео                        | Номинация                                    | [ 4 ]     |               |
| «Beat It»     | Лучшее поп/рок видео                        | Победа                                       | [ 4 ]     |               |
| «Beat It»     | Лучшее соул/ритм-н-блюз видео               | Победа                                       | [ 4 ]     |               |
| 1985          | Джексон                                     | Лучший соул/ритм-н-блюз артист               | Номинация | [ 6 ]         |
| 1985          | Thriller                                    | Лучший поп/рок альбом                        | Номинация | [ 6 ]         |
| 1985          | Thriller                                    | Лучший соул/ритм-н-блюз альбом               | Номинация | [ 6 ]         |
| 1986          | Джексон                                     | За вклад в создание песни «We Are the World» | Победа    | [ 7 ]         |
| 1988          | Джексон                                     | Лучший поп/рок артист                        | Номинация | [ 1 ]         |
| 1988          | «Bad»                                       | Лучший мужской соул/ритм-н-блюз сингл        | Победа    | [ 8 ]         |
| 1989          | Джексон                                     | Награда за заслуги                           | Победа    | [ 1 ]         |
| 1989          | Джексон                                     | Пионер видеоклипов (от журнала Cashbox)      | Победа    | [ 1 ]         |
| 1989          | Джексон                                     | Лучший поп/рок артист                        | Номинация | [ 9 ]         |
| 1989          | Джексон                                     | Лучший соул/ритм-н-блюз артист               | Номинация | [ 10 ]        |
| 1993          | Джексон                                     | Лучший поп/рок артист                        | Номинация | [ 11 ]        |
| 1993          | Джексон                                     | Лучший соул/ритм-н-блюз артист               | Номинация | [ 11 ]        |
| 1993          | Dangerous                                   | Лучший поп/рок альбом                        | Победа    | [ 11 ] [ 12 ] |
| 1993          | Dangerous                                   | Лучший соул/ритм-н-блюз альбом               | Номинация | [ 11 ]        |
| 1993          | «Remember the Time»                         | Лучший ритм-н-блюз сингл                     | Победа    | [ 11 ] [ 12 ] |
| 1993          | Джексон (за благотворительную деятельность) | Награда международному артисту               | Победа    | [ 11 ] [ 12 ] |
| 1994          | Джексон                                     | Лучший поп/рок артист                        | Номинация | [ 13 ]        |
| 1994          | Джексон                                     | Лучший соул/ритм-н-блюз артист               | Номинация | [ 13 ]        |
| 1996          | Джексон                                     | Лучший поп/рок артист                        | Победа    | [ 14 ]        |
| 1996          | Джексон                                     | Лучший соул/ритм-н-блюз артист               | Номинация | [ 15 ]        |
| 1996          | Джексон                                     | Лучший Adult contemporary артист             | Номинация | [ 15 ]        |
| 2002          | Джексон                                     | Артист века                                  | Победа    | [ 16 ]        |
| 2009          | Джексон (посмертно)                         | Артист года                                  | Номинация | [ 17 ]        |
| 2009          | Джексон (посмертно)                         | Лучший поп/рок артист                        | Победа    | [ 18 ]        |
| 2009          | Джексон (посмертно)                         | Лучший ритм-н-блюз/соул артист               | Победа    | [ 18 ]        |
| 2009          | Number Ones                                 | Лучший поп/рок альбом                        | Победа    | [ 18 ]        |
| 2009          | Number Ones                                 | Лучший ритм-н-блюз/соул альбом               | Победа    | [ 18 ]        |

## Angel Ball Award
В 2000 году певец в качестве специального гостя посетил мероприятие Angel Ball, организованное основателями фонда Gabrielle's Angel Foundation. За помощь в борьбе с раком Джексон получил статуэтку «Angel Ball Awards».
| Год  | Номинант | Категория                          | Результат |
| ---- | -------- | ---------------------------------- | --------- |
| 2000 | Джексон  | Награда за помощь в борьбе с раком | Победа    |

## BAFTA Awards
В 2012 году музыкальная видеоигра Michael Jackson: The Experience была номинирована на награду Британской академии кино и телевизионных искусств (BAFTA) в номинации «Лучшая видеоигра 2011 года».
| Год  | Номинант                        | Категория                  | Результат |
| ---- | ------------------------------- | -------------------------- | --------- |
| 2012 | Michael Jackson: The Experience | Лучшая видеоигра 2011 года | Номинация |

## Bambi Award
Джексон получил немецкую награду «Bambi Award» в 2002 году в номинации «Поп-артист тысячелетия».
| Год  | Номинант | Категория              | Результат |
| ---- | -------- | ---------------------- | --------- |
| 2002 | Джексон  | Поп-артист тысячелетия | Победа    |

## BET Awards
«BET Awards» — американская церемония вручения наград телеканала BET в области афроамериканского шоубизнеса.
| Год  | Номинант                   | Категория    | Результат | Источник |
| ---- | -------------------------- | ------------ | --------- | -------- |
| 2010 | «Майкл Джексон: Вот и всё» | Лучший фильм | Номинация | [ 23 ]   |

## Награды Billboard

### Billboard Japan Music Awards
«Billboard Japan Music Awards» — церемония вручения наград японской версии журнала Billboard.
| Год  | Номинант   | Категория                        | Результат | Источник |
| ---- | ---------- | -------------------------------- | --------- | -------- |
| 2009 | This Is It | Зарубежный саундтрек-альбом года | Победа    | [ 24 ]   |
| 2010 | This Is It | Зарубежный саундтрек-альбом года | Победа    | [ 25 ]   |

### Billboard Music Awards
В 1988 году пять синглов из альбома Джексона Bad возглавили хит-парад Billboard Hot 100, за это достижение певец получил Billboard Music Award for Spotlight. На церемонии вручения наград 1995 года певцу вручили специальную статуэтку «Hot 100» за сингл «You Are Not Alone» — первый в истории хит-парада сингл, дебютировавший с первой строчки. В 2002 году Джексон получил награду «Billboard Music Awards» за самое длительное пребывание альбома Thriller на вершине чарта Billboard 200 — 37 недель.
| Год  | Номинант            | Категория                                                                              | Результат | Источник |
| ---- | ------------------- | -------------------------------------------------------------------------------------- | --------- | -------- |
| 1988 | Джексон             | Spotlight Award                                                                        | Победа    | [ 26 ]   |
| 1992 | Thriller            | Специальная награда к десятилетию альбома Thriller                                     | Победа    | [ 29 ]   |
| 1992 | «Black or White»    | Сингл № 1 в мире                                                                       | Победа    | [ 30 ]   |
| 1992 | Dangerous           | Альбом № 1 в мире                                                                      | Победа    | [ 30 ]   |
| 1995 | «You Are Not Alone» | Специальная награда за дебют на первой строчке Hot 100                                 | Победа    | [ 27 ]   |
| 2002 | Thriller            | Специальная награда за самое долгое пребывание альбома на первой строчке Billboard 200 | Победа    | [ 28 ]   |
| 2015 | Xscape              | Лучший ритм-н-блюз альбом                                                              | Номинация | [ 31 ]   |

### Billboard Music Video Awards
Джексон стал лауреатом пяти наград «Billboard Music Video Awards» в 1983 году за видеоклип на песню «Beat It». В 1992 году певец был номинирован за хореографию в ролике «In the Closet».
| Год  | Номинант        | Категория                                                | Результат | Источник |
| ---- | --------------- | -------------------------------------------------------- | --------- | -------- |
| 1983 | «Beat It»       | Лучшее мужское исполнение                                | Победа    | [ 1 ]    |
| 1983 | «Beat It»       | Лучший видеоклип                                         | Победа    | [ 1 ]    |
| 1983 | «Beat It»       | Лучшая хореография                                       | Победа    | [ 1 ]    |
| 1983 | «Beat It»       | Лучшее использование видео для продвижения песни         | Победа    | [ 1 ]    |
| 1983 | «Beat It»       | Лучшее использование видео для укрепления имиджа артиста | Победа    | [ 1 ]    |
| 1992 | «In the Closet» | Лучшая мужская хореография в видеоклипе                  | Номинация | [ 32 ]   |

## Black Gold Awards
Майкл Джексон стал обладателем четырёх статуэток «Black Gold Awards» в 1983 году.
| Год  | Номинант      | Категория          | Результат |
| ---- | ------------- | ------------------ | --------- |
| 1983 | Джексон       | Лучший вокалист    | Победа    |
| 1983 | Thriller      | Лучший альбом года | Победа    |
| 1983 | «Billie Jean» | Лучший сингл года  | Победа    |
| 1983 | «Beat It»     | Лучший видеоклип   | Победа    |

## Black Radio Exclusive Magazine Awards
Награда американского журнала «Black Radio Exclusive».
| Год  | Номинант | Категория                                 | Результат | Источник |
| ---- | -------- | ----------------------------------------- | --------- | -------- |
| 1983 | Джексон  | Артист года                               | Победа    | [ 33 ]   |
| 1989 | Джексон  | Награда за благотворительную деятельность | Победа    | [ 34 ]   |

## BMI Awards
«BMI Awards» — ежегодная американская церемония вручения наград, учреждённая Broadcast Music Inc.. Вручается авторам и владельцам авторских прав на самые исполняемые и ротируемые песни года в различных жанрах. В 1990 году компания создала награду имени Майкла Джексона, отмечавшую выдающиеся карьерные достижения. Певец стал первым лауреатом статуэтки.
| Год  | Номинант                                             | Категория                                        | Результат | Источник |
| ---- | ---------------------------------------------------- | ------------------------------------------------ | --------- | -------- |
| 1983 | Джексон                                              | Лучший автор песен года в жанре поп              | Победа    | [ 36 ]   |
| 1990 | Джексон                                              | Награда имени Майкла Джексона                    | Победа    | [ 35 ]   |
| 1993 | «Black or White»                                     | Награда в категории «Поп»                        | Победа    | [ 37 ]   |
| 1993 | «Remember the Time»                                  | Награда в категории «Поп»                        | Победа    | [ 37 ]   |
| 2003 | «Butterflies»                                        | Награда в категории «Поп»                        | Победа    | [ 38 ]   |
| 2003 | «Butterflies»                                        | Награда в категории «Урбан»                      | Победа    | [ 38 ]   |
| 2008 | Джексон (в составе The Jacksons)                     | Икона BMI                                        | Победа    | [ 39 ]   |
| 2009 | Джексон                                              | Лучший артист в жанре поп-рок (мужчина)          | Победа    | [ 40 ]   |
| 2009 | Джексон                                              | Лучший артист в жанре соул/ритм-н-блюз (мужчина) | Победа    | [ 40 ]   |
| 2009 | Number Ones                                          | Лучший альбом в жанре поп-рок                    | Победа    | [ 40 ]   |
| 2009 | Number Ones                                          | Лучший альбом в жанре соул/ритм-н-блюз           | Победа    | [ 40 ]   |
| 2015 | «Love Never Felt So Good» (с Джастином Тимберлейком) | Награда в категории «Ритм-н-блюз»                | Победа    | [ 41 ]   |

## Bob Fosse Awards
В 1997 году певец вместе со своими хореографами получил «Bob Fosse Awards» за лучшую танцевальную постановку в музыкальном видео — «Майкл Джексон: Призраки».
| Год  | Номинант                  | Категория                              | Результат |
| ---- | ------------------------- | -------------------------------------- | --------- |
| 1997 | «Майкл Джексон: Призраки» | Лучшая хореография в музыкальном видео | Победа    |

## Bollywood Movie Awards
В 1999 году Джексон был приглашён на церемонию «Bollywood Movie Awards», отмечающую достижения киноиндустрии в Болливуде, музыканту вручили награду за его благотворительную деятельность.
| Год  | Номинант | Категория                         | Результат |
| ---- | -------- | --------------------------------- | --------- |
| 1999 | Джексон  | За благотворительную деятельность | Победа    |

## Bravo Otto Awards
С 1987 года Джексон получал награды различного достоинства от немецкого журнала Bravo — «Bravo Otto».
| Год  | Номинант                                   | Категория                                          | Результат | Источник |
| ---- | ------------------------------------------ | -------------------------------------------------- | --------- | -------- |
| 1987 | Джексон                                    | Серебряный Отто в категории «Певец»                | Победа    | [ 44 ]   |
| 1988 | Джексон                                    | Золотой Отто в категории «Певец»                   | Победа    | [ 45 ]   |
| 1989 | Джексон                                    | Бронзовый Отто в категории «Певец»                 | Победа    | [ 46 ]   |
| 1992 | Джексон                                    | Золотой Отто в категории «Певец»                   | Победа    | [ 47 ]   |
| 1992 | Джексон                                    | Серебряный Отто в категории «Самый стильный певец» | Победа    | [ 48 ]   |
| 1992 | Dangerous World Tour                       | Золотой Отто в категории «Лучшее шоу»              | Победа    | [ 48 ]   |
| 1993 | Джексон                                    | Золотой Отто в категории «Певец»                   | Победа    | [ 49 ]   |
| 1993 | Джексон                                    | Золотой Отто в категории «Самый стильный певец»    | Победа    | [ 49 ]   |
| 1993 | Dangerous                                  | Золотой Отто в категории «Лучший альбом»           | Победа    | [ 49 ]   |
| 1993 | Dangerous World Tour                       | Золотой Отто в категории «Лучшее шоу»              | Победа    | [ 49 ]   |
| 1994 | Джексон                                    | Золотой Отто в категории «Певец»                   | Победа    | [ 50 ]   |
| 1994 | Dangerous World Tour                       | Золотой Отто в категории «Лучшее шоу»              | Победа    | [ 50 ]   |
| 1994 | Dangerous                                  | Золотой Отто в категории «Лучший альбом»           | Победа    | [ 50 ]   |
| 1994 | Джексон                                    | Серебряный Отто в категории «Самый стильный певец» | Победа    | [ 50 ]   |
| 1995 | Джексон                                    | Золотой Отто в категории «Певец»                   | Победа    | [ 51 ]   |
| 1995 | HIStory: Past, Present and Future, Book I  | Золотой Отто в категории «Лучший альбом»           | Победа    | [ 51 ]   |
| 1995 | Выступление на MTV Video Music Awards 1995 | Золотой Отто в категории «Лучшее шоу»              | Победа    | [ 51 ]   |
| 1995 | Джексон                                    | Золотой Отто в категории «Самый стильный певец»    | Победа    | [ 51 ]   |
| 1996 | Джексон                                    | Платиновый Отто за достижения                      | Победа    | [ 52 ]   |
| 1996 | Джексон                                    | Серебряный Отто в категории «Певец»                | Победа    | [ 52 ]   |
| 1996 | Джексон                                    | Бронзовый Отто в категории «Самый стильный певец»  | Победа    | [ 52 ]   |
| 1996 | HIStory: Past, Present and Future, Book I  | Золотой Отто в категории «Лучший альбом»           | Победа    | [ 52 ]   |
| 1996 | HIStory World Tour                         | Серебряный Отто в категории «Лучшее шоу»           | Победа    | [ 52 ]   |
| 1997 | Джексон                                    | Серебряный Отто в категории «Певец»                | Победа    | [ 53 ]   |
| 1997 | HIStory World Tour                         | Золотой Отто в категории «Лучшее шоу»              | Победа    | [ 53 ]   |
| 2009 | Джексон                                    | Золотой Отто в категории «Певец»                   | Победа    | [ 54 ]   |
| 2011 | Джексон                                    | Бронзовый Отто в категории «Певец»                 | Победа    | [ 55 ]   |

## BRIT Awards
Британская музыкальная премия «BRIT Awards» вручалась певцу за его достижения в качестве международного артиста. В 1996 году Джексон получил статуэтку в номинации «Артист поколения».
| Год  | Номинант          | Категория                             | Результат | Источник |
| ---- | ----------------- | ------------------------------------- | --------- | -------- |
| 1984 | Джексон           | Лучший международный артист           | Победа    | [ 56 ]   |
| 1984 | Thriller          | Самый продаваемый альбом              | Победа    | [ 56 ]   |
| 1988 | Джексон           | Лучший международный соло-исполнитель | Победа    | [ 57 ]   |
| 1989 | Джексон           | Лучший международный артист           | Победа    | [ 58 ]   |
| 1989 | «Smooth Criminal» | Лучшее музыкальное видео              | Победа    | [ 58 ]   |
| 1996 | Джексон           | Артист поколения                      | Победа    | [ 59 ]   |

## CableACE Awards
«CableACE Award» — церемония вручения наград, отмечавшая достижения в области кабельного телевидения. Статуэтки получили два документальных фильма, исполнительным продюсером которых был Джексон, а также трансляция концерта мирового тура музыканта Dangerous World Tour в Бухаресте.
| Год  | Номинант                                              | Категория                                            | Результат | Источник |
| ---- | ----------------------------------------------------- | ---------------------------------------------------- | --------- | -------- |
| 1988 | «Michael Jackson: From Motown to Your Town»           | Самая яркая музыкальная передача                     | Победа    | [ 1 ]    |
| 1988 | «Michael Jackson: The Legend Continues»               | Выдающийся монтаж музыкальной передаче               | Победа    | [ 1 ]    |
| 1994 | Трансляция концерта Dangerous World Tour из Бухареста | Выступление в документальном фильме или телепередаче | Победа    | [ 60 ]   |

## Canadian Black Music Awards
Джексон является обладателем четырёх наград канадской церемонии вручения «Canadian Black Music Awards».
| Год  | Номинант      | Категория                   | Результат | Источник |
| ---- | ------------- | --------------------------- | --------- | -------- |
| 1984 | Thriller      | Лучший международный альбом | Победа    | [ 1 ]    |
| 1984 | «Billie Jean» | Лучший международный сингл  | Победа    | [ 1 ]    |
| 1984 | Джексон       | Лучший исполнитель          | Победа    | [ 1 ]    |
| 1984 | Джексон       | Артист года                 | Победа    | [ 1 ]    |

## CBS Records Crystal Globe Awards
«Crystal Globe Awards» — награда, учреждённая CBS Records и вручаемая артистам, чьи продажи альбомов за пределами США превысили 5 млн экземпляров.
| Год  | Номинант | Категория     | Результат | Источник |
| ---- | -------- | ------------- | --------- | -------- |
| 1984 | Джексон  | Crystal Globe | Победа    | [ 1 ]    |

## Children’s Choice Awards
В 1994 году на второй ежегодной церемонии вручения наград «Children’s Choice Awards» Джексон получил статуэтку в номинации «Kids Award». Лауреат определялся голосованием 100 000 детей Большого Нью-Йорка.
| Год  | Номинант | Категория  | Результат | Источник |
| ---- | -------- | ---------- | --------- | -------- |
| 1994 | Джексон  | Kids Award | Победа    | [ 61 ]   |

## Dansk Grammy
«Dansk Grammy» (позднее «Danish Music Awards») — датский аналог американской церемонии «Grammy Awards», основная музыкальная награда в Дании, учреждённая национальным филиалом Международной федерации производителей фонограмм (IFPI).
| Год  | Номинант                                 | Категория                     | Результат | Источник |
| ---- | ---------------------------------------- | ----------------------------- | --------- | -------- |
| 1996 | Джексон                                  | Лучший зарубежный исполнитель | Победа    | [ 1 ]    |
| 1996 | HIStory: Past, Present and Future Book I | Лучший зарубежный альбом      | Победа    | [ 1 ]    |

## Echo Awards
«Echo Awards» или Echo Music Prize — музыкальная церемония вручения наград, учреждённая немецкой академией звукозаписи.
| Год  | Номинант | Категория                           | Результат | Источник |
| ---- | -------- | ----------------------------------- | --------- | -------- |
| 1993 | Джексон  | Лучший международный артист         | Победа    | [ 1 ]    |
| 1996 | Джексон  | Лучший международный артист         | Номинация | [ 62 ]   |
| 2015 | Xscape   | Лучший международный поп/рок альбом | Номинация | [ 63 ]   |

## Emmy Awards
На американскую телевизионную премию «Emmy Awards» Джексон был номинирован дважды. Первую номинацию 
в 1983 году получило выступление Джексона на концерте, посвящённом 25-летию звукозаписывающей компании Motown Records. Тогда, исполняя песню «Billie Jean», певец впервые продемонстрировал лунную походку. Во второй раз певец был номинирован в 1990 году за песню «You Were There», написанную с Бузом Коэном специально для концерта в честь 60-летия Сэмми Дэвиса-младшего.
| Год  | Номинант                                                                                          | Категория                                              | Результат | Источник |
| ---- | ------------------------------------------------------------------------------------------------- | ------------------------------------------------------ | --------- | -------- |
| 1983 | Джексон (за выступление на концерте в честь 25-летия Motown Records)                              | Лучшее выступление в варьете или музыкальной программе | Номинация | [ 64 ]   |
| 1990 | Джексон, Буз Коэн (за песню «You Were There» для концерта в честь 60-летия Сэмми Дэвиса-младшего) | Выдающиеся музыка и стихи                              | Номинация | [ 65 ]   |

## Genesis Awards
Джексон получил награду имени Дорис Дэй от «Genesis Awards» за песню «Earth Song», текст которой заостряет внимание слушателей на вопросах охраны окружающей среды и жестокого обращения с животными.
| Год  | Номинант     | Категория                     | Результат |
| ---- | ------------ | ----------------------------- | --------- |
| 1996 | «Earth Song» | Музыкальная награда Дорис Дэй | Победа    |

## Grammy Awards
Майкл Джексон получил 15 наград Американской академии звукозаписи: 13 за песни и альбомы и 2 почётные статуэтки за карьерные достижения. В 1984 году певец установил рекорд по количеству статуэток «Грэмми», полученных одним артистом за одну ночь, ему вручили 8 наград.
| Год  | Номинант                                                                       | Категория                                                  | Результат | Источник      |
| ---- | ------------------------------------------------------------------------------ | ---------------------------------------------------------- | --------- | ------------- |
| 1970 | «ABC» (с группой The Jackson 5)                                                | Лучшее современное вокальное исполнение дуэтом или группой | Номинация | [ 66 ]        |
| 1974 | «Dancing Machine» (с группой The Jackson 5)                                    | Лучшее вокальное ритм-н-блюз исполнение дуэтом или группой | Номинация | [ 66 ]        |
| 1979 | «Ease on Down the Road» (с артистами мюзикла «Виз»)                            | Лучшее вокальное ритм-н-блюз исполнение дуэтом или группой | Номинация | [ 66 ]        |
| 1980 | «Don't Stop 'til You Get Enough»                                               | Лучшее мужское ритм-н-блюз исполнение                      | Победа    | [ 66 ]        |
| 1980 | «Don't Stop 'til You Get Enough»                                               | Лучшая запись в стиле диско                                | Номинация | [ 66 ]        |
| 1981 | Triumph (с группой The Jacksons)                                               | Лучшее вокальное ритм-н-блюз исполнение дуэтом или группой | Номинация | [ 66 ]        |
| 1984 | Джексон (вместе с Куинси Джонсом)                                              | Продюсер года                                              | Победа    | [ 66 ]        |
| 1984 | E.T. The Extra Terrestrial                                                     | Лучшая запись для детей                                    | Победа    | [ 66 ]        |
| 1984 | «Billie Jean»                                                                  | Лучшая ритм-н-блюз песня                                   | Победа    | [ 66 ]        |
| 1984 | «Billie Jean»                                                                  | Лучший мужской ритм-н-блюз-вокал                           | Победа    | [ 66 ]        |
| 1984 | «Billie Jean»                                                                  | Песня года                                                 | Номинация | [ 66 ]        |
| 1984 | «Beat It»                                                                      | Песня года                                                 | Номинация | [ 66 ]        |
| 1984 | «Beat It»                                                                      | Лучший мужской рок-вокал                                   | Победа    | [ 66 ]        |
| 1984 | «Beat It»                                                                      | Запись года                                                | Победа    | [ 66 ]        |
| 1984 | Thriller                                                                       | Лучший мужской поп-вокал                                   | Победа    | [ 66 ]        |
| 1984 | Thriller                                                                       | Альбом года                                                | Победа    | [ 66 ]        |
| 1984 | «The Girl Is Mine» (дуэт с Полом Маккартни)                                    | Лучшее вокальное исполнение дуэтом или группой             | Номинация | [ 66 ]        |
| 1984 | «Wanna Be Startin’ Somethin’»                                                  | Лучшая ритм-н-блюз песня                                   | Номинация | [ 66 ]        |
| 1985 | «Making Michael Jackson's Thriller»                                            | Лучший музыкальный фильм                                   | Победа    | [ 66 ]        |
| 1985 | «Tell Me I'm Not Dreamin' (Too Good to Be True)» (дуэт с Джермейном Джексоном) | Лучшее вокальное ритм-н-блюз исполнение дуэтом или группой | Номинация | [ 66 ]        |
| 1986 | «We Are the World» (вместе с Лайонелом Ричи)                                   | Песня года                                                 | Победа    | [ 66 ]        |
| 1988 | Bad                                                                            | Альбом года                                                | Номинация | [ 66 ]        |
| 1988 | Bad                                                                            | Лучшее мужское вокальное поп-исполнение                    | Номинация | [ 66 ]        |
| 1988 | «Bad»                                                                          | Лучшее ритм-н-блюз вокальное исполнение                    | Номинация | [ 66 ]        |
| 1988 | Джексон (вместе с Куинси Джонсом)                                              | Продюсер года                                              | Номинация | [ 66 ]        |
| 1989 | «Man in the Mirror»                                                            | Запись года                                                | Номинация | [ 66 ]        |
| 1990 | «Leave Me Alone»                                                               | Лучшее видео, короткометражная форма                       | Победа    | [ 66 ]        |
| 1990 | «Лунная походка»                                                               | Лучший музыкальный фильм                                   | Номинация | [ 66 ]        |
| 1993 | Джексон                                                                        | Награда музыканту-легенде                                  | Победа    | [ 68 ]        |
| 1993 | «Black or White»                                                               | Лучшее вокальное поп-исполнение                            | Номинация | [ 66 ]        |
| 1993 | «Jam»                                                                          | Лучшее вокальное ритм-н-блюз исполнение                    | Номинация | [ 66 ]        |
| 1993 | «Jam»                                                                          | Лучшая ритм-н-блюз песня                                   | Номинация | [ 66 ]        |
| 1996 | «Scream» (дуэт с Джанет Джексон)                                               | Лучшее видео, короткометражная форма                       | Победа    | [ 66 ]        |
| 1996 | «Scream» (дуэт с Джанет Джексон)                                               | Лучшее вокальное сотрудничество                            | Номинация | [ 66 ]        |
| 1996 | HIStory: Past, Present and Future, Book I                                      | Альбом года                                                | Номинация | [ 66 ]        |
| 1996 | «You Are Not Alone»                                                            | Лучшее мужское вокальное поп-исполнение                    | Номинация | [ 66 ]        |
| 1997 | «Earth Song»                                                                   | Лучшее видео, короткометражная форма                       | Номинация | [ 66 ]        |
| 2002 | «You Rock My World»                                                            | Лучшее мужское вокальное поп-исполнение                    | Номинация | [ 66 ]        |
| 2010 | Джексон (посмертно)                                                            | Награда за прижизненные достижения                         | Победа    | [ 67 ]        |
| 2011 | «This Is It»                                                                   | Лучший мужской поп-вокал                                   | Номинация | [ 66 ] [ 70 ] |

### Grammy Hall of Fame
Джексон был пятикратно включён в Зал славы премии «Грэмми»: трижды за синглы, выпущенные в составе группы The Jackson 5, и ещё дважды за сольные студийные альбомы Off the Wall и Thriller.
| Год  | Номинант                                    | Категория | Результат |
| ---- | ------------------------------------------- | --------- | --------- |
| 1999 | «I Want You Back» (с группой The Jackson 5) | Сингл     | Включён   |
| 2008 | Off the Wall                                | Альбом    | Включён   |
| 2008 | Thriller                                    | Альбом    | Включён   |
| 2011 | «I’ll Be There» (с группой The Jackson 5)   | Сингл     | Включён   |
| 2017 | «ABC» (с группой The Jackson 5)             | Сингл     | Включён   |

## International Rock Awards
Мировой тур музыканта Bad World Tour был номинирован на статуэтку «International Rock Awards».
| Год  | Номинант       | Категория | Результат |
| ---- | -------------- | --------- | --------- |
| 1989 | Bad World Tour | Тур года  | Номинация |

## Japan Gold Disc Awards
«Japan Gold Disc Awards» — церемония вручения наград, учреждённая Японской ассоциацией звукозаписывающих компаний.
| Год  | Номинант                   | Категория                                               | Результат | Источник |
| ---- | -------------------------- | ------------------------------------------------------- | --------- | -------- |
| 1988 | Bad                        | Альбом года                                             | Победа    | [ 74 ]   |
| 1988 | Bad                        | Лучший рок/фолк альбом зарубежного сольного исполнителя | Победа    | [ 74 ]   |
| 1992 | Dangerous                  | Лучший зарубежный альбом                                | Победа    | [ 75 ]   |
| 1992 | Dangerous                  | Лучший зарубежный рок-альбом                            | Победа    | [ 75 ]   |
| 1998 | HIStory on Film, Volume II | Лучшее зарубежное видео года                            | Победа    | [ 76 ]   |

## Juno Awards
«Juno Awards» — основная музыкальная церемония вручения наград в Канаде. Певец одержал одну победу из пяти номинаций.
| Год  | Номинант         | Категория                                              | Результат | Источник |
| ---- | ---------------- | ------------------------------------------------------ | --------- | -------- |
| 1984 | «Billie Jean»    | Международный сингл года                               | Победа    | [ 77 ]   |
| 1989 | Джексон          | Международный артист года                              | Номинация | [ 77 ]   |
| 1989 | Bad              | Международный альбом года                              | Номинация | [ 77 ]   |
| 1992 | «Black or White» | Самый продаваемый сингл зарубежного артиста            | Номинация | [ 77 ]   |
| 1993 | «Black or White» | Самый продаваемый сингл (зарубежный или отечественный) | Номинация | [ 77 ]   |

## Kora All Africa Music Awards
В сентябре 1999 года на африканской церемонии вручения наград «Kora All Africa Music Awards» музыкант получил «Lifetime Achivement Award» из рук бывшего президента ЮАР Нельсона Манделы.
| Год  | Номинант | Категория                           | Результат |
| ---- | -------- | ----------------------------------- | --------- |
| 1999 | Джексон  | За достижения (Lifetime Achivement) | Победа    |

## MOBO Awards
«MOBO Awards» — британская церемония вручения наград в области чёрной музыки и Urban contemporary.
| Год  | Номинант            | Категория                          | Результат | Источник |
| ---- | ------------------- | ---------------------------------- | --------- | -------- |
| 2009 | Джексон (посмертно) | Награда за прижизненные достижения | Победа    | [ 78 ]   |

## Награды телеканала MTV

### MTV Europe Music Awards
В 1995 году на общеевропейской церемонии вручения наград «MTV Europe Music Awards» Джексон стал лауреатом статуэтки в номинации «Лучший артист (мужчина)»
| Год  | Номинант            | Категория               | Результат | Источник |
| ---- | ------------------- | ----------------------- | --------- | -------- |
| 1995 | Джексон             | Лучший артист (мужчина) | Победа    | [ 79 ]   |
| 1995 | «You Are Not Alone» | Лучшая песня            | Номинация | [ 80 ]   |
| 1997 | Джексон             | Лучший артист (мужчина) | Номинация | [ 81 ]   |

### MTV Movie Awards
Кинонаграду телеканала MTV «MTV Movie Awards» Джексон получил за песню «Will You Be There», она была использована в качестве саундтрека к фильму «Освободите Вилли».
| Год  | Номинант            | Категория               | Результат |
| ---- | ------------------- | ----------------------- | --------- |
| 1994 | «Will You Be There» | Лучшая песня для фильма | Победа    |

### MTV Video Music Awards
«MTV Video Music Awards». В 1988 году Джексон получил специальную награду Video Vanguard Award за новаторство в создании музыкальных видеоклипов. В 2001 году эта награда была переименована в его честь и стала называться Michael Jackson Video Vanguard Award.
| Год  | Номинант                     | Категория                                                             | Результат | Источник |
| ---- | ---------------------------- | --------------------------------------------------------------------- | --------- | -------- |
| 1984 | «Michael Jackson’s Thriller» | Видео года                                                            | Номинация | [ 84 ]   |
| 1984 | «Michael Jackson’s Thriller» | Лучшее мужское видео                                                  | Номинация | [ 84 ]   |
| 1984 | «Michael Jackson’s Thriller» | Лучшая концепция                                                      | Номинация | [ 84 ]   |
| 1984 | «Michael Jackson’s Thriller» | Лучшее представление                                                  | Победа    | [ 84 ]   |
| 1984 | «Michael Jackson’s Thriller» | Лучшая хореография                                                    | Победа    | [ 84 ]   |
| 1984 | «Michael Jackson’s Thriller» | Выбор зрителей                                                        | Победа    | [ 84 ]   |
| 1988 | «Bad»                        | Лучшая хореография                                                    | Номинация | [ 85 ]   |
| 1988 | «The Way You Make Me Feel»   | Лучшая хореография                                                    | Номинация | [ 85 ]   |
| 1988 | Джексон                      | Video Vanguard Award (Награда за инновации в музыкальных видеоклипах) | Победа    | [ 83 ]   |
| 1989 | «Leave Me Alone»             | Видео года                                                            | Номинация | [ 86 ]   |
| 1989 | «Leave Me Alone»             | Видео-прорыв                                                          | Номинация | [ 86 ]   |
| 1989 | «Leave Me Alone»             | Лучшие спецэффекты                                                    | Победа    | [ 86 ]   |
| 1989 | «Leave Me Alone»             | Лучшая работа художника-постановщика                                  | Номинация | [ 86 ]   |
| 1989 | «Leave Me Alone»             | Лучший монтаж                                                         | Номинация | [ 86 ]   |
| 1989 | «Leave Me Alone»             | Выбор зрителей                                                        | Номинация | [ 86 ]   |
| 1989 | «Smooth Criminal»            | Лучшее танцевальное видео                                             | Номинация | [ 86 ]   |
| 1989 | «Smooth Criminal»            | Лучшая хореография                                                    | Номинация | [ 86 ]   |
| 1989 | «Smooth Criminal»            | Лучшая кинематография                                                 | Номинация | [ 86 ]   |
| 1992 | «Black or White»             | Лучшие спецэффекты                                                    | Номинация | [ 87 ]   |
| 1992 | «In the Closet»              | Лучшая кинематография                                                 | Номинация | [ 87 ]   |
| 1993 | «Jam»                        | Лучшая хореография                                                    | Номинация | [ 88 ]   |
| 1995 | «Scream» (с Джанет Джексон)  |                                                                       |           |          |
| 1995 | «Scream» (с Джанет Джексон)  | Лучшая хореография                                                    | Победа    | [ 89 ]   |
| 1995 | «Scream» (с Джанет Джексон)  | Видео года                                                            | Номинация | [ 90 ]   |
| 1995 | «Scream» (с Джанет Джексон)  | Лучшее танцевальное видео                                             | Победа    | [ 90 ]   |
| 1995 | «Scream» (с Джанет Джексон)  | Лучшее ритм-н-блюз видео                                              | Номинация | [ 90 ]   |
| 1995 | «Scream» (с Джанет Джексон)  | Лучшая кинематография                                                 | Номинация | [ 90 ]   |
| 1995 | «Scream» (с Джанет Джексон)  | Видео-прорыв                                                          | Номинация | [ 90 ]   |
| 1995 | «Scream» (с Джанет Джексон)  | Выбор зрителей                                                        | Номинация | [ 90 ]   |
| 1995 | «Scream» (с Джанет Джексон)  | Лучшие спецэффекты                                                    | Номинация | [ 90 ]   |
| 1995 | «Scream» (с Джанет Джексон)  | Лучшая работа редактора                                               | Номинация | [ 90 ]   |
| 1995 | «Scream» (с Джанет Джексон)  | Лучшая работа режиссёра                                               | Номинация | [ 90 ]   |
| 2014 | «Love Never Felt So Good»    | Лучшая хореография                                                    | Номинация | [ 91 ]   |

### MTV Video Music Awards Japan
На японской церемонии вручения наград «MTV Video Music Awards Japan» в 2006 году Джексон был удостоен специальной награды «Legend Award».
| Год  | Номинант | Категория    | Результат | Источник |
| ---- | -------- | ------------ | --------- | -------- |
| 2006 | Джексон  | Legend Award | Победа    | [ 92 ]   |

### MTV's Rate The 80s
В 1989 году телеканал MTV провёл опрос среди зрителей, предлагая им подвести итоги 1980-х гг. По результатам опроса была организована церемония вручения специальных наград. За видеоклип на песню «Thriller» Джексон получил статуэтку в номинации «Величайшее видео в мировой истории», за ролик проголосовали 35% телезрителей.
| Год  | Номинант                     | Категория                          | Результат |
| ---- | ---------------------------- | ---------------------------------- | --------- |
| 1989 | «Michael Jackson's Thriller» | Величайшее видео в мировой истории | Победа    |
| 1989 | Thriller                     | Действительно великий альбом       | Номинация |
| 1989 | Джексон                      | Мега-артист                        | Номинация |

## NAACP Image Awards
Награда, учреждённая Национальной ассоциацией содействия прогрессу цветного населения США «NAACP Image Awards», присуждалась Майклу Джексону несколько раз.
| Год  | Номинант                                                       | Категория                                   | Результат | Источник |
| ---- | -------------------------------------------------------------- | ------------------------------------------- | --------- | -------- |
| 1980 | Джексон (за роль в мюзикле «Виз»)                              | Лучший актёр кино                           | Победа    | [ 93 ]   |
| 1984 | Джексон (в составе семьи Джексонов)                            | Медаль свободы имени Х. Клауда Хадсона      | Победа    | [ 94 ]   |
| 1984 | Джексон (в составе семьи Джексонов)                            | Олимпийская медаль дружбы                   | Победа    | [ 94 ]   |
| 1984 | Джексон                                                        | Entertainment of the Decade Award           | Победа    | [ 95 ]   |
| 1989 | Джексон                                                        | Гуманитарная награда имени Леонарда Картера | Победа    | [ 96 ]   |
| 1993 | Джексон                                                        | Артист года                                 | Победа    | [ 97 ]   |
| 1993 | «Black or White»                                               | Выдающееся музыкальное видео                | Победа    | [ 98 ]   |
| 1996 | Джексон                                                        | Выдающийся артист                           | Номинация | [ 99 ]   |
| 1996 | «Earth Song»                                                   | Выдающееся музыкальное видео                | Номинация | [ 99 ]   |
| 1996 | «Scream»                                                       | Выдающееся музыкальное видео                | Номинация | [ 99 ]   |
| 1996 | «You Are Not Alone»                                            | Выдающаяся песня                            | Номинация | [ 99 ]   |
| 2002 | Джексон                                                        | Выдающийся артист                           | Номинация | [ 100 ]  |
| 2002 | «You Rock My World»                                            | Выдающееся музыкальное видео                | Победа    | [ 100 ]  |
| 2002 | «You Rock My World»                                            | Выдающаяся песня                            | Номинация | [ 100 ]  |
| 2002 | Invincible                                                     | Выдающийся альбом                           | Номинация | [ 100 ]  |
| 2002 | Концерты, посвящённые 30-летию сольной карьеры Майкла Джексона | Лучшая серия концертов                      | Победа    | [ 100 ]  |
| 2002 | Концерты, посвящённые 30-летию сольной карьеры Майкла Джексона | Лучшее концертное выступление               | Победа    | [ 100 ]  |
| 2010 | «Майкл Джексон: Вот и всё»                                     | Выдающийся фильм                            | Номинация | [ 101 ]  |
| 2013 | Bad 25                                                         | Выдающийся альбом                           | Номинация | [ 102 ]  |
| 2015 | Джексон                                                        | Лучший артист (мужчина)                     | Номинация | [ 103 ]  |
| 2015 | «Love Never Felt So Good» (с Джастином Тимберлейком)           | Лучшее музыкальное видео                    | Номинация | [ 103 ]  |

## NABOB Awards
В 1992 году Джексон стал лауреатом специальной награды от «NABOB Awards»
| Год  | Номинант | Категория                      | Результат |
| ---- | -------- | ------------------------------ | --------- |
| 1992 | Джексон  | Специальная награда за заслуги | Победа    |

## NARM Gift of Music Awards
На церемонии «NARM Gift of Music Awards» 1984 года певец стал первым сольным артистом, одновременно получившим статуэтки в двух основных номинациях: «Самый продаваемый альбом» и «Самый продаваемый сингл». В 1995 году на 37-й ежегодной церемонии Джексон получил награду имени Гарри Чапина за свою благотворительную деятельность
| Год  | Номинант                               | Категория                                                    | Результат | Источник |
| ---- | -------------------------------------- | ------------------------------------------------------------ | --------- | -------- |
| 1984 | Джексон                                | Награда за творческие достижения                             | Победа    | [ 107 ]  |
| 1984 | Thriller                               | Самый продаваемый альбом                                     | Победа    | [ 105 ]  |
| 1984 | «Billie Jean»                          | Самый продаваемый сингл                                      | Победа    | [ 108 ]  |
| 1985 | Thriller                               | Самый продаваемый альбом                                     | Номинация | [ 108 ]  |
| 1985 | Thriller                               | Самый продаваемый компакт-диск                               | Номинация | [ 108 ]  |
| 1985 | Thriller                               | Самый продаваемый альбом артиста (мужчины)                   | Номинация | [ 108 ]  |
| 1985 | Thriller                               | Самый продаваемый альбом чернокожего артиста (мужчины)       | Номинация | [ 108 ]  |
| 1985 | «Making of Michael Jackson’s Thriller» | Самое продаваемое домашнее видео                             | Номинация | [ 108 ]  |
| 1995 | Джексон                                | Награда имени Гарри Чапина за благотворительную деятельность | Победа    | [ 106 ]  |

## NRJ Music Awards
Джексон является обладателем двух статуэток французской церемонии вручения наград от радиостанции NRJ — «NRJ Music Awards»
| Год  | Номинант | Категория                           | Результат | Источник |
| ---- | -------- | ----------------------------------- | --------- | -------- |
| 2002 | Джексон  | Международный артист года (мужчина) | Победа    | [ 109 ]  |
| 2008 | Джексон  | Почётная награда                    | Победа    | [ 110 ]  |

## People’s Choice Awards
Майкл Джексон является обладателем четырёх статуэток «People’s Choice Awards».
| Год  | Номинант           | Категория                                          | Результат | Источник |
| ---- | ------------------ | -------------------------------------------------- | --------- | -------- |
| 1984 | Джексон            | Любимый во всём мире деятель индустрии развлечений | Победа    | [ 111 ]  |
| 1984 | «Thriller»         | Любимое музыкальное видео                          | Победа    | [ 111 ]  |
| 1986 | «We Are the World» | Любимая новая песня                                | Победа    | [ 112 ]  |
| 1989 | «Smooth Criminal»  | Любимое музыкальное видео                          | Победа    | [ 113 ]  |

## Power of Oneness Awards
В 2003 году Джексон стал лауреатом «Power of Oneness Awards». Эта награда вручается музыкантам, чья жизнь и деятельность способствовали изменениям в расовых отношениях.
| Год  | Номинант | Категория                                                                                  | Результат | Источник |
| ---- | -------- | ------------------------------------------------------------------------------------------ | --------- | -------- |
| 2003 | Джексон  | Награда музыканту, чья жизнь и деятельность способствовали изменениям в расовых отношениях | Победа    | [ 114 ]  |

## Pro-Set Los Angeles Music Awards
Майкл Джексон является лауреатом двух статуэток лос-анджелесской церемонии вручения наград «Pro-Set Los Angeles Music Awards».
| Год  | Номинант         | Категория           | Результат | Источник |
| ---- | ---------------- | ------------------- | --------- | -------- |
| 1992 | Джексон          | Лучший поп-вокалист | Победа    | [ 1 ]    |
| 1992 | «Black or White» | Видеоклип года      | Победа    | [ 1 ]    |

## Radio Music Awards
В октябре 2003 года Джексон получил награду Radio Music Awards за свою благотворительную деятельность.
| Год  | Номинант | Категория                                 | Результат | Источник |
| ---- | -------- | ----------------------------------------- | --------- | -------- |
| 2003 | Джексон  | Награда за благотворительную деятельность | Победа    | [ 1 ]    |

## Rock and Roll Hall of Fame
Джексон дважды включён в Зал славы рок-н-ролла: в 1997 году в составе группы The Jackson 5 и в 2001 как сольный исполнитель.
| Год  | Номинант                                 | Категория   | Результат | Источник |
| ---- | ---------------------------------------- | ----------- | --------- | -------- |
| 1997 | Джексон (в составе группы The Jackson 5) | Исполнители | Включён   | [ 115 ]  |
| 2001 | Джексон                                  | Исполнитель | Включён   | [ 116 ]  |

## Soul Train Music Awards
«Soul Train Music Awards» — ежегодная церемония вручения наград, отмечающая достижения в сфере афроамериканской музыки.
| Год  | Номинант                                             | Категория                                          | Результат | Источник |
| ---- | ---------------------------------------------------- | -------------------------------------------------- | --------- | -------- |
| 1988 | Bad                                                  | Лучший ритм-н-блюз альбом                          | Победа    | [ 117 ]  |
| 1988 | «Bad»                                                | Лучший мужской сингл в жанре соула                 | Победа    | [ 117 ]  |
| 1989 | Джексон                                              | Награда за достижения в карьере                    | Победа    | [ 117 ]  |
| 1989 | Джексон                                              | Награда Сэмми Дэвиса мл. (Артист года)             | Победа    | [ 117 ]  |
| 1989 | «Man in the Mirror»                                  | Лучшее видеоклип в жанре современного ритм-н-блюза | Победа    | [ 117 ]  |
| 1989 | «Man in the Mirror»                                  | Лучший сингл в жанре современного ритм-н-блюза     | Победа    | [ 117 ]  |
| 1990 | Джексон                                              | Серебряная награда артисту десятилетия             | Победа    | [ 1 ]    |
| 1993 | Джексон                                              | Филантроп года                                     | Победа    | [ 117 ]  |
| 1993 | Dangerous                                            | Лучший ритм-н-блюз соул альбом                     | Победа    | [ 117 ]  |
| 1993 | «Remember the Time»                                  | Лучший ритм-н-блюз соул сингл                      | Победа    | [ 117 ]  |
| 2009 | Джексон (посмертно)                                  | Артист года                                        | Победа    | [ 117 ]  |
| 2014 | Xscape                                               | Альбом года                                        | Номинация | [ 118 ]  |
| 2014 | «Love Never Felt So Good» (с Джастином Тимберлейком) | Песня года                                         | Номинация | [ 118 ]  |
| 2014 | «Love Never Felt So Good» (с Джастином Тимберлейком) | Лучшее сотрудничество                              | Номинация | [ 118 ]  |

## Teen Choice Awards
«Teen Choice Awards» — ежегодная американская церемония вручения наград телеканала Fox. Победитель определяется голосованием подростков в возрасте от 13 до 19 лет.
| Год  | Номинант                   | Категория                  | Результат | Источник |
| ---- | -------------------------- | -------------------------- | --------- | -------- |
| 2010 | «Майкл Джексон: Вот и всё» | Выбор фильма: танцевальный | Номинация | [ 119 ]  |

## TMF Awards
Церемония вручения наград нидерландского телеканала TMF — «TMF Awards».
| Год  | Номинант           | Категория             | Результат | Источник |
| ---- | ------------------ | --------------------- | --------- | -------- |
| 1997 | Джексон            | Лучший исполнитель    | Победа    | [ 1 ]    |
| 1997 | HIStory World Tour | Лучшее концертное шоу | Победа    | [ 1 ]    |

## United Negro College Fund
В 1988 году на 44 ежегодном ужине благотворительной организации UNCF Майкл Джексон получил за свою филантропическую деятельность награду имени основателя фонда Фредерика Д. Паттерсона.
| Год  | Номинант                                    | Категория                             | Результат | Источник |
| ---- | ------------------------------------------- | ------------------------------------- | --------- | -------- |
| 1988 | Джексон (за благотворительную деятельность) | Награда имени Фредерика Д. Паттерсона | Победа    | [ 120 ]  |

## VH1 Honors
В 1995 году на церемонии вручения телеканала VH1 «VH1 Honors» Джексон получил награду за свою благотворительную деятельность.
| Год  | Номинант | Категория                         | Результат | Источник |
| ---- | -------- | --------------------------------- | --------- | -------- |
| 1995 | Джексон  | За благотворительную деятельность | Победа    | [ 121 ]  |

## World Awards
«World Awards» — церемония вручения наград, учреждёная Михаилом Горбачёвым и Георгом Кинделем. Джексон является лауреатом двух статуэток «World Awards»: за достижения в области искусства и за благотворительную деятельность.
| Год  | Номинант            | Категория                         | Результат | Источник |
| ---- | ------------------- | --------------------------------- | --------- | -------- |
| 2002 | Джексон             | За достижения в области искусства | Победа    | [ 122 ]  |
| 2009 | Джексон (посмертно) | Save the World Awards             | Победа    | [ 123 ]  |

## World Music Awards
Помимо статуэток в стандартных номинациях, Джексон является лауреатом трёх специальных наград от «World Music Awards»: «Артист тысячелетия», «Бриллиантовая награда» и «Награда легенде».
| Год  | Номинант      | Категория                                    | Результат | Источник      |
| ---- | ------------- | -------------------------------------------- | --------- | ------------- |
| 1989 | Джексон       | За вклад в развитие видеоклипов              | Победа    | [ 1 ] [ 124 ] |
| 1989 | «Dirty Diana» | Видео № 1 в мире                             | Победа    | [ 1 ] [ 124 ] |
| 1993 | Джексон       | Самый продаваемый американский артист года   | Победа    | [ 1 ] [ 124 ] |
| 1993 | Джексон       | Самый продаваемый артист года в мире         | Победа    | [ 1 ] [ 124 ] |
| 1993 | Джексон       | Самый продаваемый артист эры в мире          | Победа    | [ 1 ] [ 124 ] |
| 1996 | Джексон       | Самый продаваемый ритм-н-блюз-артист в мире  | Победа    | [ 125 ]       |
| 1996 | Джексон       | Самый продаваемый поп-артист в мире          | Победа    | [ 125 ]       |
| 1996 | Джексон       | Самый продаваемый американский артист в мире | Победа    | [ 125 ]       |
| 1996 | Джексон       | Самый продаваемый артист в мире              | Победа    | [ 125 ]       |
| 1996 | Thriller      | Самый продаваемый альбом в мире              | Победа    | [ 125 ]       |
| 2000 | Джексон       | Артист тысячелетия                           | Победа    | [ 126 ]       |
| 2006 | Джексон       | Бриллиантовая награда                        | Победа    | [ 127 ]       |
|      | Джексон       | Награда легенде                              | Победа    | [ 127 ]       |

## Young Artist Awards
На церемонии вручения «Young Artist Awards» отмечают достижения молодых артистов. В 1979 году Джексон получил статуэтку за альбом Off the Wall.
| Год  | Номинант     | Категория                      | Результат | Источник |
| ---- | ------------ | ------------------------------ | --------- | -------- |
| 1979 | Off the Wall | Лучший альбом молодого артиста | Победа    | [ 128 ]  |

## Награды от президентов США
В 1984 году песня «Beat It» была использована в социальной рекламной кампании по борьбе с управлением автомобилем в нетрезвом виде. За участие в кампании Рональд Рейган вручил Джексону награду «За особые заслуги».
| Год  | Номинант | Категория         | Результат |
| ---- | -------- | ----------------- | --------- |
| 1984 | Джексон  | За особые заслуги | Победа    |

В ноябре 1990 года в Розовом саду Белого Дома Майкл Джексон получил статуэтку «Артист десятилетия» из рук президента США Джорджа Буша старшего.
| Год  | Номинант | Категория          | Результат |
| ---- | -------- | ------------------ | --------- |
| 1990 | Джексон  | Артист десятилетия | Победа    |

## Премия Муз-ТВ
На ежегодной российской церемонии вручения наград «Премия Муз-ТВ» в 2010 году Джексону посмертно вручили специальную статуэтку в номинации «За вклад в мировую музыкальную индустрию». Вручение награды и исполнение песни музыканта «Earth Song» известными российскими исполнителями завершило церемонию.
| Год  | Номинант            | Категория                                | Результат | Источник |
| ---- | ------------------- | ---------------------------------------- | --------- | -------- |
| 2010 | Джексон (посмертно) | За вклад в мировую музыкальную индустрию | Победа    | [ 132 ]  |